# Schloss Altengottern

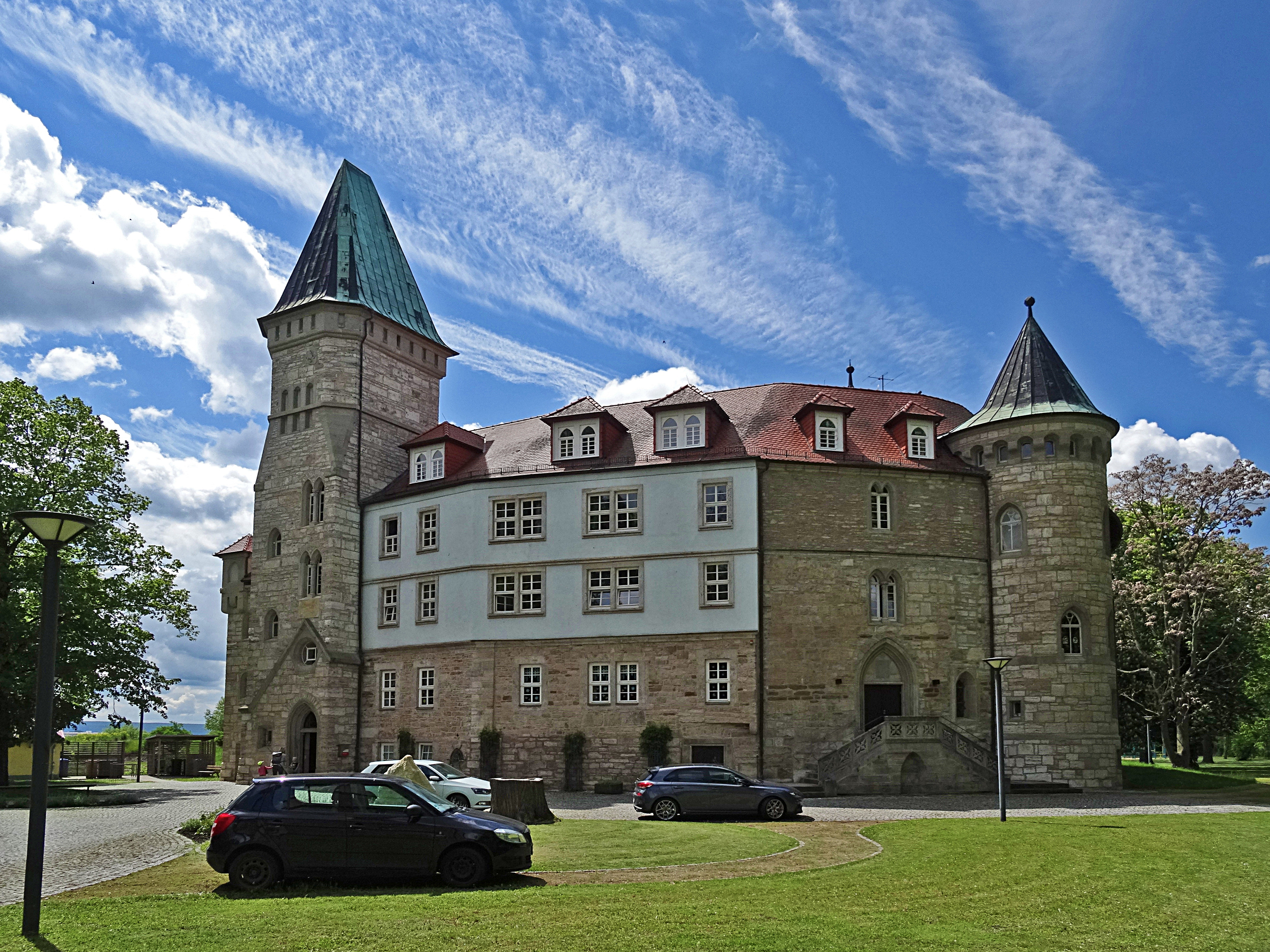
Schloss Altengottern, Zustand 2021

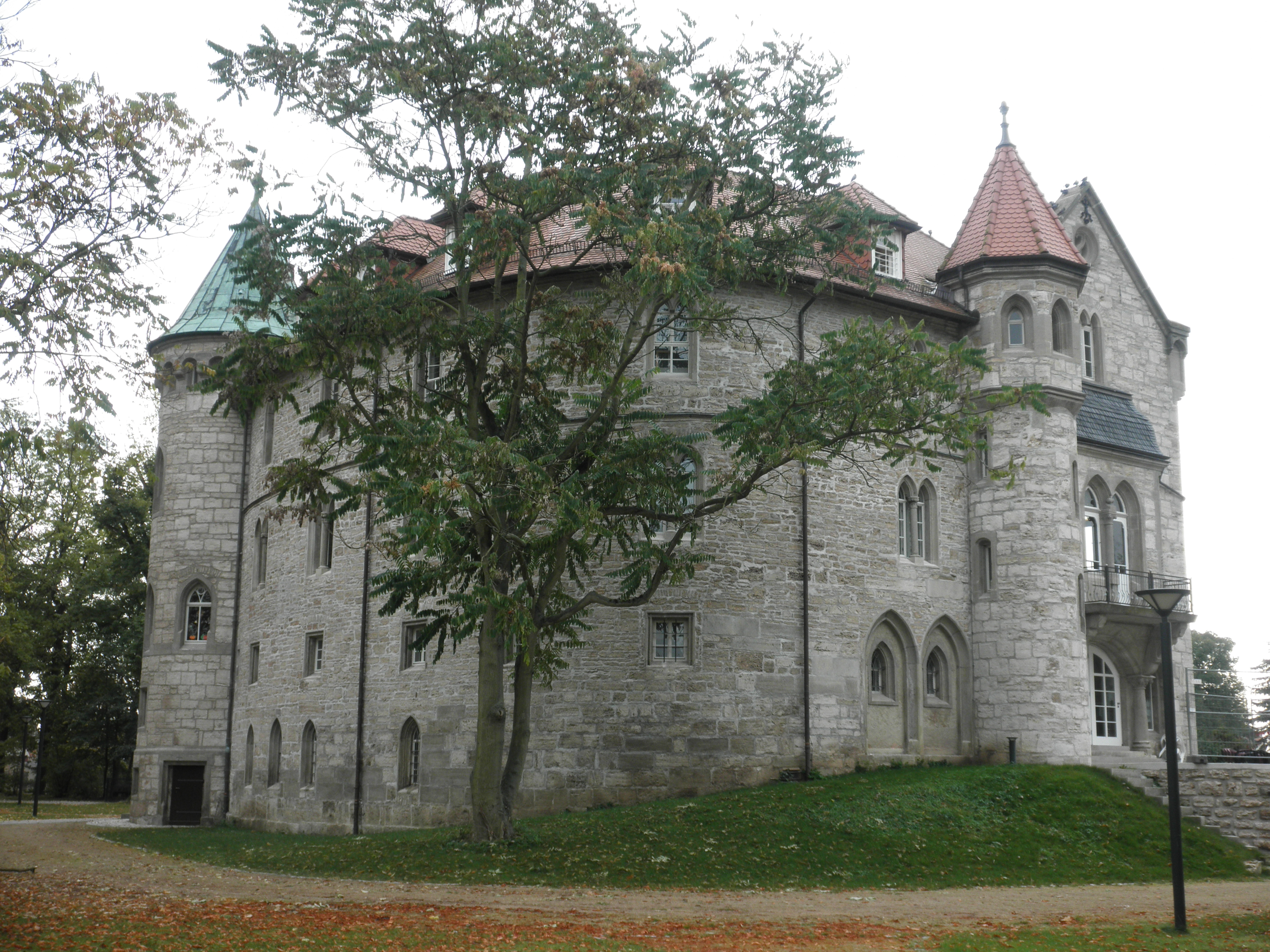
Schloss Altengottern, Zustand 2011

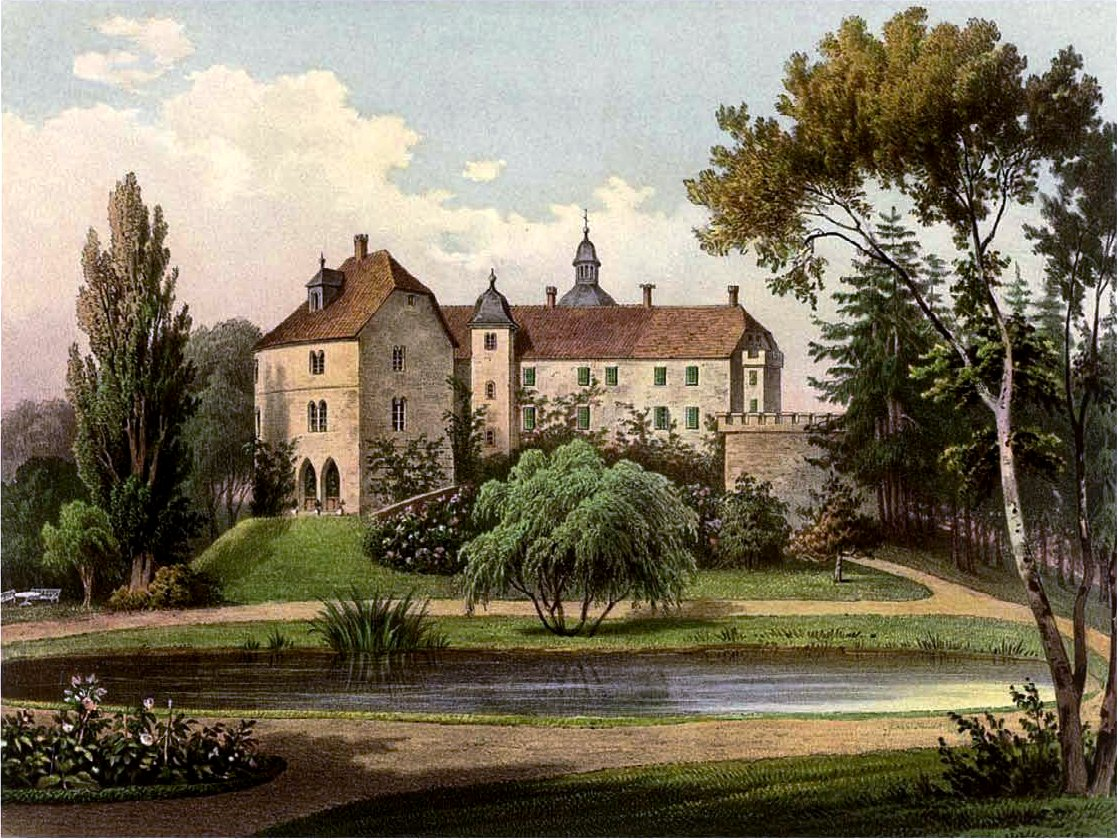
Schloss Altengottern, nach einer Grafik aus der Sammlung Duncker

Das Schloss Altengottern ist ein denkmalgeschütztes ehemaliges Rittergut in Altengottern, einem Ortsteil der Gemeinde Unstrut-Hainich im Unstrut-Hainich-Kreis (Thüringen). Das Gebäude wird zurzeit von der AWO als Kinder- und Jugendheim genutzt.

## Geschichte und Architektur
Die Anlage wurde ursprünglich als umgräftete Wasserburg errichtet, sie ist für die Zeit von 1180 bis 1316 als Besitz der Herren von Gottern urkundlich belegt. Sie kam um 1440 in die Hände der Familie von Hagen und war von 1634 bis 1945 im Besitz der Familie von Marschall. Die Schweden zerstörten die Wasserburg, und die Familie von Marschall ließ die Anlage 1652 als Schloss wieder aufbauen. Eine grundlegende Renovierung und Sanierung wurde 1824 vorgenommen. Zu Anfang des 20. Jahrhunderts wurde an der Westseite ein Wohn- und Wirtschaftstrakt angefügt und im Südosten ein Wasserturm hochgemauert. Die oberen Geschosse des Ostflügels wurden von 1995 bis 1996 abgebrochen und danach neu gebaut.
Die Anlage ist um einen rechteckigen Hof angelegt, der in südwestlicher Richtung geöffnet ist. Die viergeschossige und vierseitige Gebäudegruppe ist durch vier Türme mit unterschiedlichen Höhen gegliedert. Die Kellergewölbe und die Grundmauern des östlichen Flügels sind noch von der mittelalterlichen Anlage erhalten. Über dem Eingang an der Südseite ist die Jahreszahl 1673 zu sehen. Im Innenbereich sind der Speisesaal als sogenannter Festsaal und das Kaminzimmer erhalten. Die Vertäfelungen der Wände stammen noch aus der Umbauzeit im Jahr 1905.
Zum Schloss Altengottern gehörten ursprünglich zwei Güter, Alterngottern I und Altengottern II. Daraus bildeten sich genealogisch zwei Familienlinien der Marschall.

## Beschreibung in der Sammlung Alexander Duncker
In der Sammlung Alexander Duncker wird das Schloss wie folgt beschrieben:

„Das Schloss Altengottern – in einer alten Urkunde das ‚Rund-Bau-Schloss‘ genannt, weil es ein Oval bildete, einen Hofraum einschliessend – war eine eigentliche Thalburg, welche umgebende Gewässer fast unnahbar machten. Seine Urbesitzer waren die Herren von Gottern, deren Letzter, Eckard, bereits urkundlich im Jahre 1187 erscheint.
Im dreizehnten Jahrhundert kam Altengottern an die Herren von Hagen (ab Indagine) vielleicht durch Heirath, wie das zusammengesetzte Wappen dieses Geschlechts vermuthen lässt. Dasselbe blühte in mehreren Generationen:

Rüdiger.

Kerstan (Christian) I.

Kerstan II.

Jobst.

Adolph Georg,

mit welchem der Mannesstamm dieser Linie erlosch. Des Letztern Tochter, Anna Gertrud, heirathete den Thüringischen Erbmarschall Rudolph Levin von Herrngosserstedt, Der ihm im Jahre 1652 ertheilte Kursächsische Lehnbrief lautet: ‚Das Schloss Altengottern und die Dörfer daselbsten, Oberst und Niederst, mit allen Lehn, geistlichen und weltlichen, sowohl allen Hufen, Land, Andenen, Weingarten, Weiden und Wiesen, mit den Fluhren und Gerichten, Oberst und Niederst, über Hals und Hand, der Linie Ebersberg-Holzhausen zugehörend, des Kurfürsten Johann Georg des Ersten und des Ändern Kammerherrn, im Jahre 1633. Derselbe hatte bereits bei seiner Verheirathung von seinem Schwiegervater die Anwartschaft auf Altengottern erhalten, welches er nach dessen Ableben in Besitz nahm. Zinssen, Renten, Geschossen, Mühlen u. s. w., der Waldung zu Zaunröden und Flarchheim, ausser vielen ändern Zubehörungen und Gerechtsamen.‘ Die schon im zweiten Jahrzehnt unseres Jahrhunderts allmälig gelockerten gutsherrlichen Rechte hat die Neuzeit völlig beseitigt, jedoch ist es der neueren Gesetzgebung zu verdanken, dass auch hier die bis in die kleinsten Parcellen zerstückelten Felder in einen einzigen, circa 1500 Morgen grossen Plan vereinigt, und die zu diesem Complex gehörige Waldung durch Befreiung von lässigen Servituten ertragsfähiger gemacht wurde. Seit unvordenklichen Zeiten im Besitz dem Thüringischen Uradel angehörender Geschlechter, deren Letztgedachtes an der Wiege des Sächsischen Fürstenhauses stand und von der Geschichte unter den Dynasten des Landes genannt wird, kam das Schloss Altengottern nebst Zubehörung von Generation zu Generation auf den gegenwärtigen Eigenthümer, den Königlichen Kammerherrn und Rechtsritter des St. Johanniter-Ordens Julius August Marschall, nächsten Anwärter zum Erbmarschall-Amt in Thüringen.“

## Nutzung bis 1945
Mit Julius August Marschall von Altengottern und dessen Ehefrau Agnes Luise von Nostitz, 1884 in den Freiherrenstand nobilitiert, und ihrem Enkel Wolf Rudolf Freiherr Marschall von Altengottern, General der Kavallerie und Mitglied des ehemaligen Preußischen Herrenhauses, Ehefrau Wilhelmine Gräfin von Rittberg (1866–1951), waren namhafte Grundbesitzer die einstigen Eigentümer von Schloss Altengottern. Das Rittergut Altengottern I umfasste in den 1920er Jahren 460 ha. Dazu gehörten Vorwerk Ringmühle und Forsten in Flachhelm und Zaunröden. Des Weiteren war im Besitz das Rittergut Sollstedt mit 613 ha. Anschließend bewohnten mehrere Nachfahren und Verwandte mit ihren Familien den Herrenhauskomplex, u. a. Henner Freiherr von Marschall und seine Frau Luisa von Petersdorff mit ihren vier Kindern. Die Familie von Marschall wurde 1945 enteignet und das Schloss ging somit als Volkseigentum in staatlichen Besitz über.